# Le Prix de la rançon
Pour plus de détails, voir Fiche technique et Distribution.
Le Prix de la rançon (Nobel Son) est une comédie dramatique britannique réalisée par Randall Miller, sortie en 2007.

## Synopsis
Alors qu'Eli Michaelson s'apprête à recevoir son prix Nobel de Chimie, il doit faire face à l'enlèvement de son fils, Barkley. Seule condition à sa libération, le versement d'une rançon d'un montant de 2 millions de dollars, somme qui correspond à la prime que devrait recevoir le chimiste.

## Fiche technique
- Titre original : Nobel Son
- Titre français et québécois : Le Prix de la rançon
- Réalisation : Randall Miller
- Scénario : Randall Miller et Jody Savin
- Production : Merv Davis, Jeffery Goddard, Art Klein, Randall Miller, Michael Ravine, Jody Savin, Ron Savin, Tom Soulanille et Henry Suarez
- Société de distribution : Twentieth Century Fox
- Musique : Mark Adler et Paul Oakenfold
- Photographie : Mike Ozier
- Montage : Randall Miller
- Décors : Craig Stearns
- Costumes : Kathryn Morrison
- Pays d'origine : Royaume-Uni
- Langue : anglais
- Format : Couleurs - 2,35:1 - Dolby Surround - 35 mm
- Genre : Comédie dramatique, thriller
- Durée : 110 minutes
- Date de sortie : 
  -  États-Unis : 5 décembre 2008
  -  France : 3 mai 2016 (directement en DVD)

## Distribution
- Alan Rickman (VQ : Jacques Lavallée) : Eli Michaelson
- Bryan Greenberg (VQ : Philippe Martin) : Barkley Michaelson
- Shawn Hatosy (VQ : Louis-Philippe Dandenault)  : Thaddeus James
- Mary Steenburgen (VQ : Nathalie Coupal) : Sarah Michaelson
- Bill Pullman (VQ : Bernard Fortin) : Détective Max Mariner
- Eliza Dushku (VQ : Éveline Gélinas) : City Hall
- Danny DeVito (VQ : Jean-Marie Moncelet) : George Gastner
- Lindy Booth : Beth Chapman
- Tracey Walter : Simon Ahrens
- Ted Danson (VQ : Jean-Luc Montminy) : Harvey Parrish
- Ernie Hudson : Sergent Bill Canega
- Hal B. Klein : Copain de Tully
- Kevin West : Jaundice
- Kirk Baily : Wil Cavalere
- Note : Ce film ne comporte pas de VF (version française). Le doublage français a été effectué au Québec.